# Léo Borges
Léo Borges (* 3. Januar 2001 in Pelotas), mit vollständigen Namen Leonardo Borges Da Silva, ist ein brasilianischer Fußballspieler.

## Karriere
Léo Borges erlernte das Fußballspielen in der Jugendmannschaft von Internacional Porto Alegre. Hier unterschrieb er 2020 auch seinen ersten Profivertrag. Der Verein aus Porto Alegre spielte in der ersten brasilianischen Liga, der Série A. Sein Debüt in der Série A gab Léo Borges am 10. Februar 2021 (35. Spieltag) im Heimspiel gegen Sport Recife. Hier wurde er in der 36. Minute für Bruno Praxedes eingewechselt. Sport Recife gewann das Spiel mit 2:1. Die Saison 2021/22 wurde er an die zweite Mannschaft des portugiesischen Vereins FC Porto ausgeliehen. Für den Verein aus Porto spielte er 19-mal in der Segunda Liga. Nach Vertragsende bei Porto Alegre unterschrieb er im Juli 2022 in Polen einen Vertrag beim Erstligisten Pogoń Stettin.